# Gand-Wevelgem 2004
La 66e édition de la course cycliste Gand-Wevelgem a eu lieu le 7 avril 2004 sur une distance de 208 km. Elle est rempotrtée par le Belge Tom Boonen de l'équipe Quick-Step-Davitamon.

## Résumé de la course
Cette édition se déroule sous de mauvaises conditions climatiques, la pluie rendant les routes glissantes. Un groupe de 25 coureurs se porte en tête lors de la première ascension du Mont Kemmel à une soixantaine de kilomètres de l'arrivée. Ce groupe des 25 compte sept coureurs de l'équipe Quick-Step-Davitamon de Tom Boonen qui contrôlent la course. À 32 km du terme, Boonen est victime d'une crevaison mais il parvient à rejoindre assez rapidement le groupe de tête. À Wevelgem, Tom Boonen, parti à droite de la chaussée, remporte le sprint avec plusieurs longueurs d'avance.

## Classement
| Place | Cycliste            | Équipe          | Temps           |
| ----- | ------------------- | --------------- | --------------- |
| 1     | Tom Boonen          | Quick Step      | 4 h 58 min 47 s |
| 2     | Magnus Bäckstedt    | Alessio         | m. t.           |
| 3     | Jaan Kirsipuu       | AG2R            | m. t.           |
| 4     | George Hincapie     | US Postal       | m. t.           |
| 5     | Jimmy Casper        | Cofidis         | m. t.           |
| 6     | Roger Hammond       | Cycle Collstrop | m. t.           |
| 7     | Juan Antonio Flecha | Fassa Bortolo   | m. t.           |
| 8     | Vladimir Gusev      | Team CSC        | m. t.           |
| 9     | Sébastien Rosseler  | Relax-Bodysol   | m. t.           |
| 10    | Andreas Klier       | T-Mobile Team   | m. t.           |